# Chutes Virginia
Les chutes Virginia (Virginia Falls, parfois également appelées Mahoney Falls, connues dans la langue esclave des Dénés sous le nom de Náįlįcho ou Ná'įlį Cho) sont une chute d'eau située sur la Nahanni, dans les Territoires du Nord-Ouest, au cœur de la réserve de parc national de Nahanni.

## Nom
Le nom indien de Ná'įlį Cho signifie « grande eau tombante ». Le nom (peu usité) de « Mahoney » vient des premiers colons établis dans la région. Le nom de Virginia fut attribué quant à lui aux chutes par Fenley Hunter, qui explorait la région pour le compte de la commission géologique du Canada, et qui voulait ainsi rendre hommage à sa fille Virginia,.

## Caractéristiques
Les chutes Virginia sont hautes de 294 pieds, soit 89,6 mètres. Certaines sources plus anciennes évoquent une hauteur, infirmée par la suite, de 317 pieds, soit 96 mètres. La largeur totale de la cataracte est de huit cents pieds, soit près de 245 mètres.
La chute est partagée en deux par un rocher nommé « Mason's Rock » (« le rocher de Mason »), dont le nom dérive probablement de Bill Mason. Les chutes sont entourées de falaises s'élevant jusqu'à près de deux mille pieds (environ six cent mètres) au-dessus du pied de la chute
Le volume d'eau se déversant à travers les chutes est très variable suivant la période de l'année. En 2011, par exemple, le volume minimal, le 15 avril, était de 32 m3/s, alors que le volume maximal atteignait 1 660 m3/s le 23 juin.

## Galerie

Vues des chutes Virginia
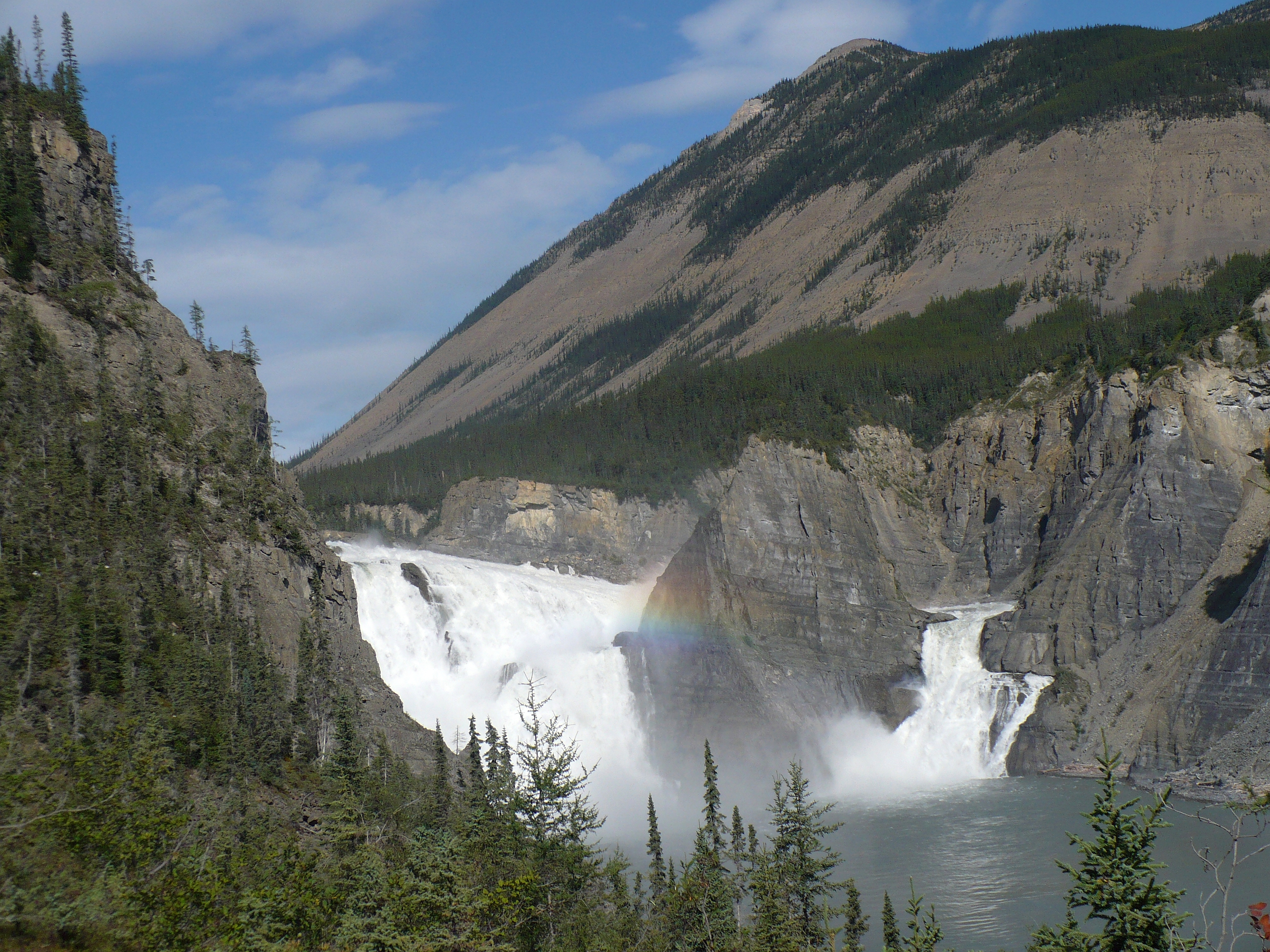
Les chutes vues depuis la rive droite, au pied de la cataracte.
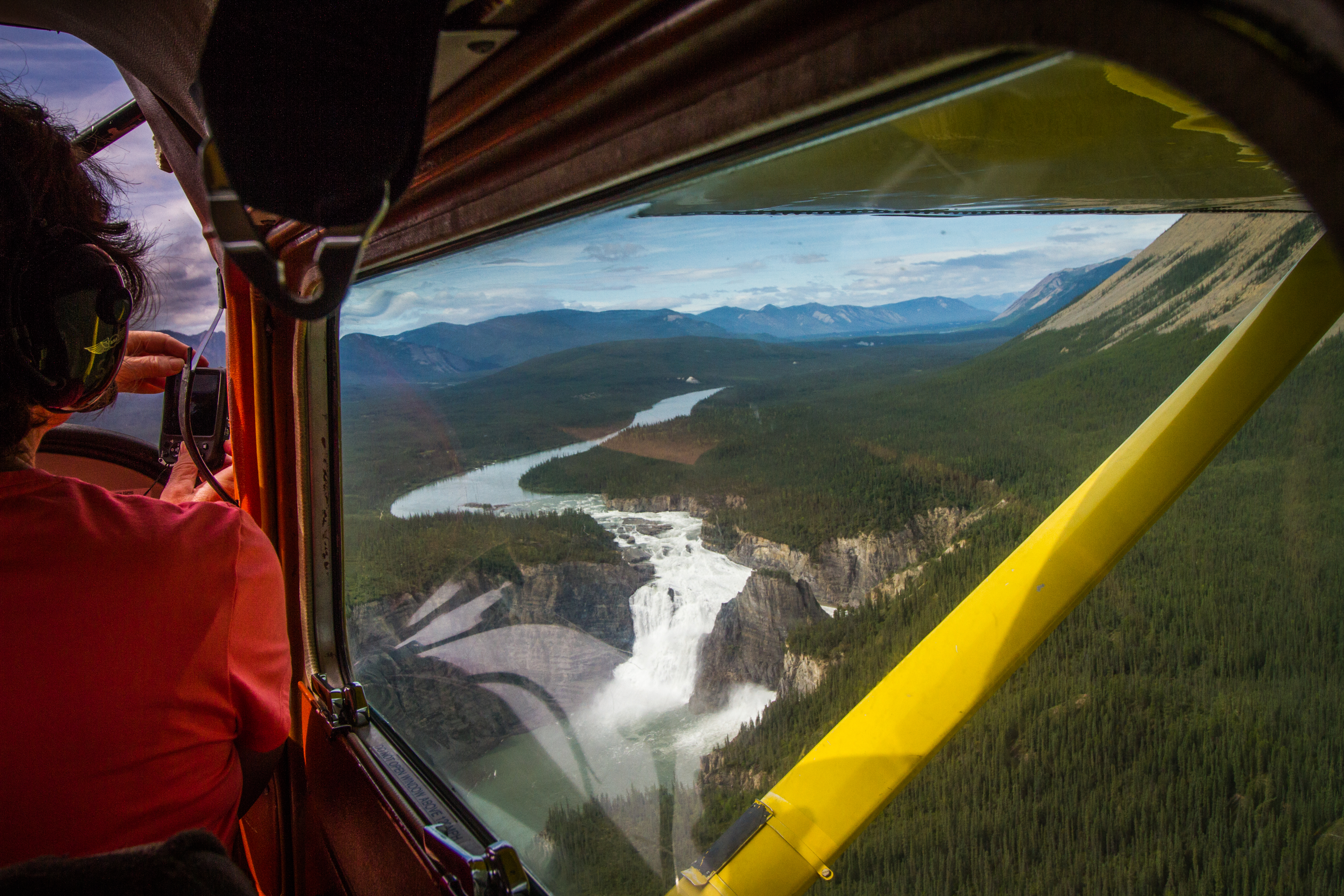
Les chutes et le cours supérieur de la Nahanni vus d'avion.
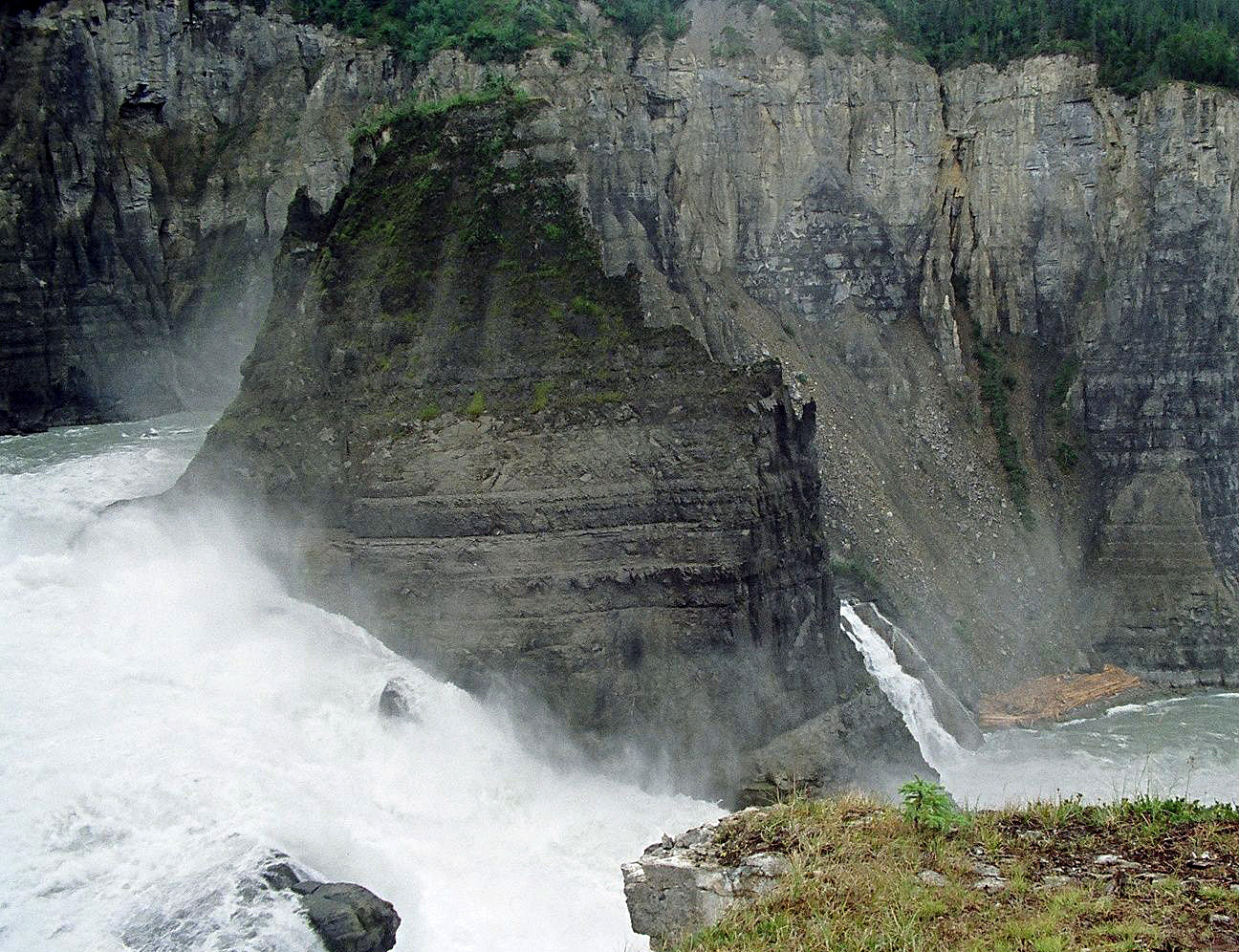
Le rocher central « Mason's Rock » vu depuis la rive droite.